# A&W (песня)
«A&W» — песня, записанная американской певицей Ланой Дель Рей для её девятого студийного альбома Did You Know That There’s a Tunnel Under Ocean Blvd (2023). Песня была написана и спродюсирована Дель Рей и Джеком Антоноффом, а также соавтором Сэмом Дью. Песня была выпущена 14 февраля 2023 года на лейблах Interscope Records и Polydor Records в качестве второго сингла альбома. Название песни не только отсылает к одноименному американскому бренду корневого пива A&W Root Beer, но и служит акронимом для «American Whore» («Американской шлюхи»). В середине песни ритм и тон сменяются на короткий инструментал, а затем снова переходят во вторую часть, неофициально прозванную поклонниками и критиками «Джимми» на основании текста. Это третья песня Дель Рей, в названии которой упоминается напиток; предыдущие две — «Cola» (2012) и «Diet Mountain Dew» (2012). Она также упоминала напиток в треке «Bartender» (2019).
Песня получила признание критиков, а издания Pitchfork, NME и The Guardian назвали «A&W» лучшей песней 2023 года.  Песня получила две номинации на 66-й ежегодной премии «Грэмми» (2024) в категориях «Песня года» и «Лучшее исполнение альтернативной музыки».

## Отзывы
Песня получила признание критиков за экспериментальное исполнение. Шаад Д’Суза из Pitchfork назвал песню «Лучшим новым треком», похвалив её как «психоделический, коллажистский фрик-аут». Джон Блистайн из Rolling Stone назвал её «классической Ланой во всех мыслимых отношениях», переплетая темы «плохой любви» с «американским символизмом». Кен Партридж из Genius описал песню как «сложное исследование характера», отметив лирические ссылки на другие медиа и строки, критикующие культуру изнасилования. Томаш Лесняра из Paste назвал «A&W» величайшей песней Дель Рей всех времён и назвал текст одной из лучших её работ. Лора Снейпс, написавшая обзор для The Guardian, назвала трек песней года и «невероятным сгустком отстроенной гитары, задумчивого фортепиано… в ней нет смысла, и она странно блестящая».

### Итоговые списки
| Публикация          | Список                     | Ранг      | Ссылка |
| ------------------- | -------------------------- | --------- | ------ |
| BBC                 | The Best Songs of 2023     | 1         | [ 8 ]  |
| British GQ          | The best songs of 2023     | без ранга | [ 9 ]  |
| Exclaim!            | The 25 Best Songs of 2023  | 3         | [ 10 ] |
| The Guardian        | The 20 Best Songs of 2023  | 1         | [ 7 ]  |
| NME                 | The 50 Best Songs of 2023  | 1         | [ 11 ] |
| Pitchfork           | The 100 Best Songs of 2023 | 1         | [ 12 ] |
| BBC                 | The Best Songs of 2023     | 1         | [ 13 ] |
| Rolling Stone       | The 100 Best Songs of 2023 | 3         | [ 14 ] |
| The Washington Post | The best singles of 2023   | 6         | [ 15 ] |

## Чарты
| Чарт (2023)                                    | Высшая позиция |
| ---------------------------------------------- | -------------- |
| Канада (Billboard Canadian Hot 100)            | 84             |
| Мир (Billboard Global 200)                     | 129            |
| Греция (IFPI)                                  | 19             |
| Венгрия (Single Top 40)                        | 39             |
| Ирландия (IRMA)                                | 37             |
| Великобритания (UK Singles Chart)              | 41             |
| США (Billboard Bubbling Under Hot 100 Singles) | 5              |
| США (Billboard Hot Rock & Alternative Songs)   | 10             |